# Xã Green Garden, Quận Ellsworth, Kansas
Xã Green Garden (tiếng Anh: Green Garden Township) là một xã thuộc quận Ellsworth, tiểu bang Kansas, Hoa Kỳ. Năm 2010, dân số của xã này là 213 người.